# アラン・オクタヴィアン・ヒューム

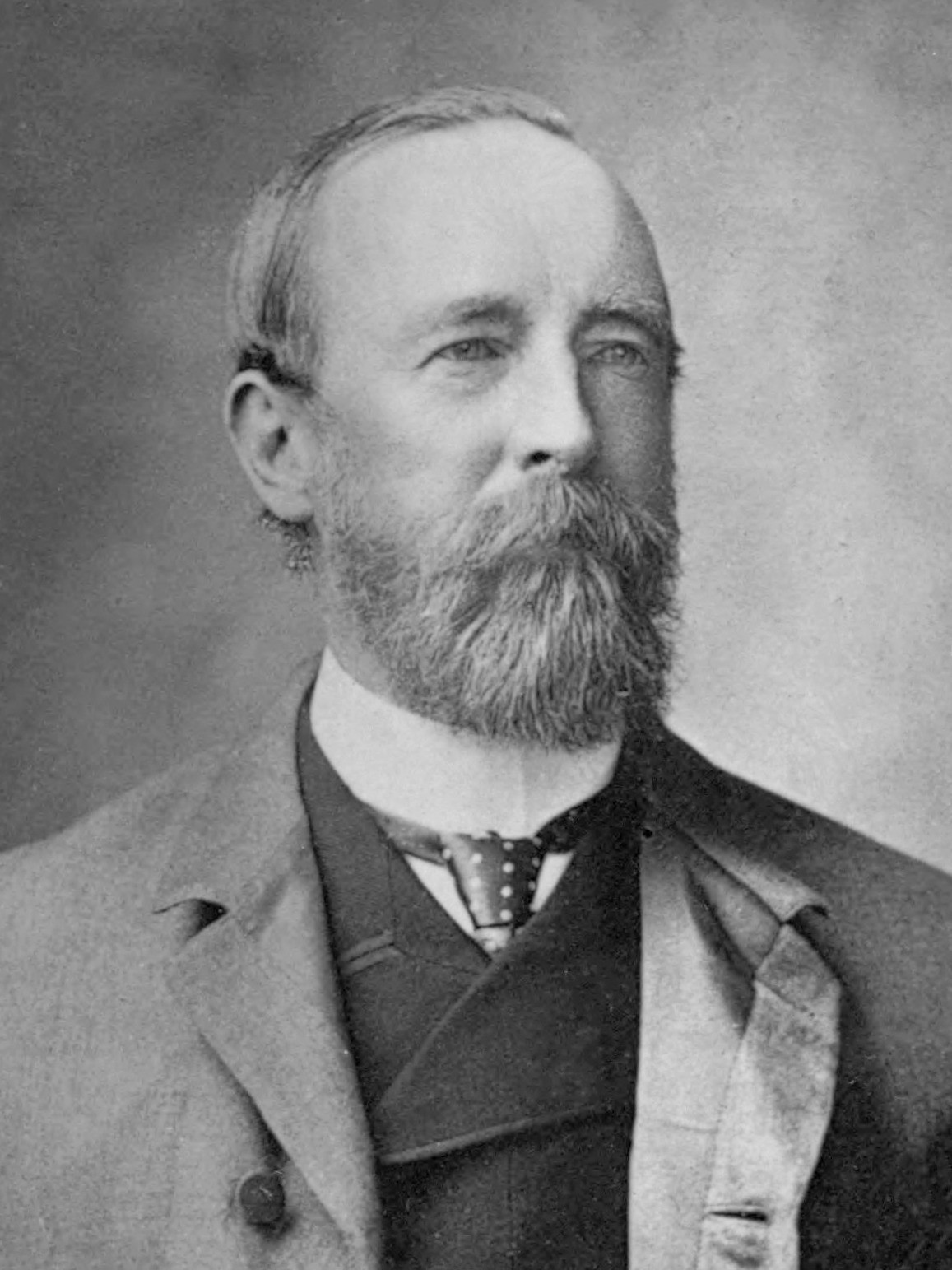
Allan Octavian Hume

アラン・オクタヴィアン・ヒューム（Allan Octavian Hume、A.O. Humeと称されることが多い、1829年6月6日 - 1912年7月31日）はスコットランド生まれで、インドで働いた役人、鳥類学者、政治家である。インド最初の政党、インド国民会議の創立者の一人である。

## 略歴
スコットランド東部、アンガス州のモントローズで生まれた。イギリス海軍のフリゲート艦「バンガード」で士官候補生となった後、イギリス東インド会社の行政職に就く者たちの教育訓練をする東インド会社カレッジに入学し、ロンドンのユニヴァシティ・カレッジ病院で医学を学び、1849年にイターワーのインド内務省に派遣され、1867年に現在のウッタル・プラデーシュ州の地域の関税局長官を務め、1870年から1879年までの間はインド農業省の長官を務めた。インドの住民に同情的な立場はイギリス政府と対立し、1879年に左遷され、1882年に職を辞した。
イラーハーバードでヘレナ・P・ブラヴァツキーとヘンリー・スティール・オルコットと知り合ったことで、1880年に神智学協会に入会し、1881年にシムラーのロッジの所長となり、活動の資金援助するが、ブラヴァツキーと対立し、1883年に協会を離れた 。
1882年に役人を退職後、政治的な活動を行い。民主主義とインドの自治を提唱し、1885年のインド国民会議の創設に尽力した。創設から1908年まで、インド国民会議の事務総長を務た。
鳥類学者としては、インド亜大陸の102,000点の鳥類資料を集めた。
1894年にイギリスに戻り、南ロンドン植物研究所に設立した。

## 鳥類学に関する共著書の図版
- George M. D. Henderson, Allan O. Hume,"Lahore to Yārkand"(1873)

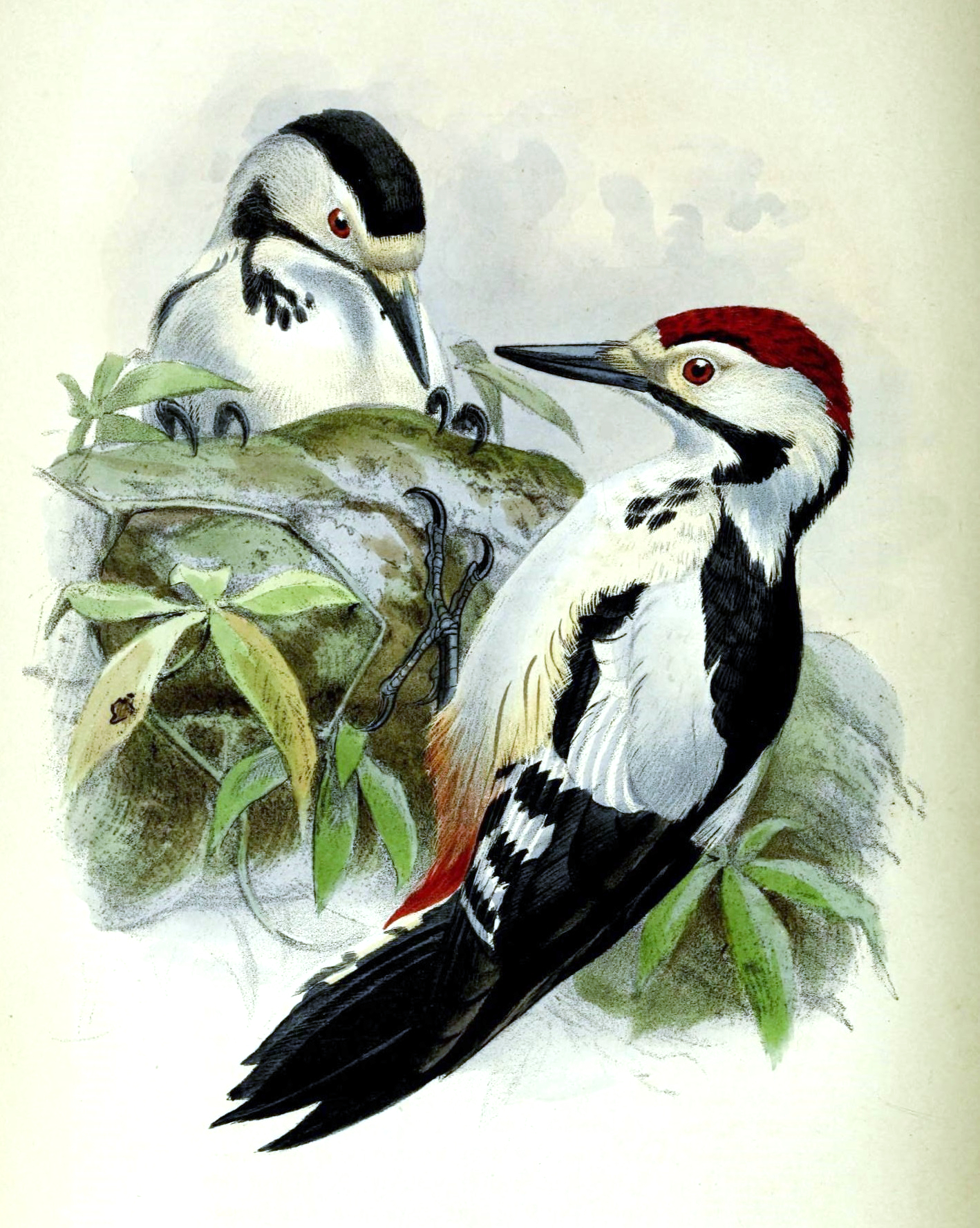
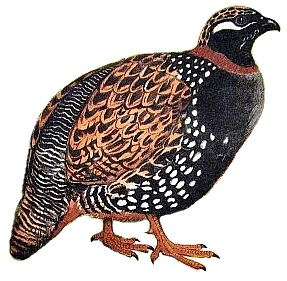
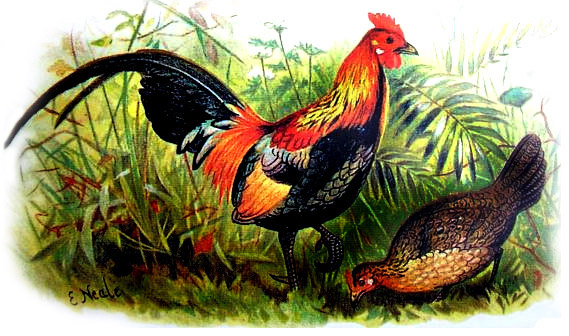
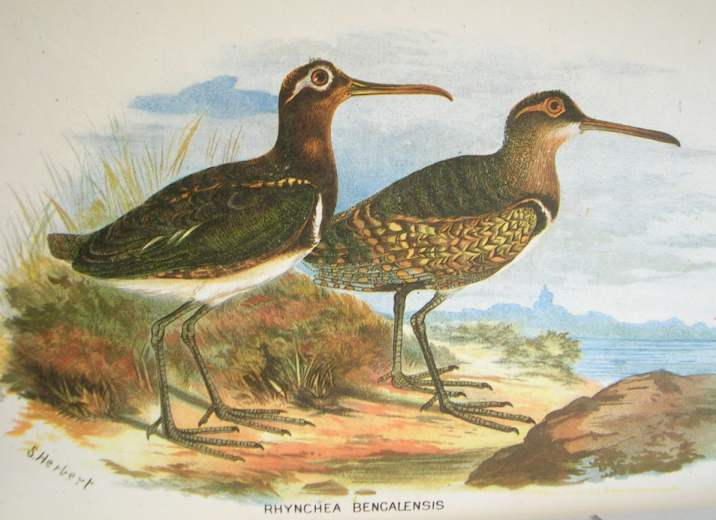

- Allan O. Hume,Charles Henry Tilson Marshall,"Game Birds of India, Burmah and Ceylon" (1879-1881)の図版

## 著作
- A speech on the Indian National Congress, its origin, aims and objects, delivered. Calcutta Central Press Co., Calcutta 1888.
- Agricultural Reform in India. W.H. Allen & Co., London 1879.
- S.R. Mehrotra, Edward C. Moulton (Hrsg.): Selected writings of Allan Octavian Hume. Oxford University Press, Oxford 2004, ISBN 0-19-565896-5.
- The game birds of India, Pakistan, Bangladesh, Burma and Sri Lanka. Bhavana, New Delhi 1994.